# Код
Код у комуникацији представља низ правила за претварање једног облика информације (нрп. слово, бинарни запис, реч, број) у други облик, не нужно истог вида. У општој комуникацији, као и у обради информација, кодирање представља радњу превођења информације коју је потребно пренети у симболе који се затим, преко медијума, преносе до примаоца. Декодирање је обрнут поступак, и обухвата претварање датих симбола у облик информације разумљив за примаоца.
Први подаци о употреби кодова јављају се још у 13. вијеку. Међутим, свој тзв. процват кодови су доживјели појавом телефона и телеграфа. Јављају се читаве књиге кодова-тајни кодови. Своју употребу су нашли у војсци, дипломатији и трговини. Морнарички кодови су садржински најразноврснији, док су трговачки по обиму и садржају највећи. Најпознатији кодови су: Морзеов код и Међународни код Но. 1 и 2.